# Temple Guan di
 (décembre 2020).
Le temple Guan di est un des quatre temples chinois qui se situent sur l'île de La Réunion, à Saint-Pierre, dans le sud de l'île. Il dispose de quatre autels latéraux dédiés à différentes divinités, ce qui en fait une des pagodes les plus grandes de l'île.
Érigée en 1920, cette pagode est dédiée à Guan Di (Guandi), dieu asiatique du commerce, de la littérature et de la guerre, cependant la construction d'un nouveau centre culturel consacré à Guan di est en cours.

## Situation géographie
Saint-Pierre est une des sous-préfectures de La Réunion. La pagode Guandi se situe dans le centre-ville en attendant la construction d'un nouveau temple courant 2012.

## Historique
À l’origine, ce temple était une simple bâtisse qu’on avait bâtie à l’attention des premiers chinois Nam Sun, mais des Hakkas, originaires de la région de Mei-xian ("Mo-yen" en Hakka). En effet, c'est vers le milieu du XIXe siècle que sont arrivés les premiers Chinois.

### L'immigration: les premiers Chinois à la Réunion
En 1840, après la Première guerre de l'opium, la Chine avait signé, sous la contrainte des grandes puissances étrangères, des traités inégaux, laissant la porte de la Nation grande ouverte. Avec la fin de la dynastie Qing, le gouvernement était corrompu et le peuple délaissé. Les grandes puissances orientales et occidentales se bousculaient alors pour envahir le territoire de la Chine. C'est à ce moment-là que les populations des régions côtières songent à quitter leur terre maternelle. 
En 1842, les Anglais et les Français se servent de la Compagnie des Indes orientales dans le but d'envahir économiquement l'Asie du sud-est dont la Chine, et c'est à ce moment qu'ont été recrutés les premiers travailleurs chinois pour les régions côtières de La Réunion,.
La première vague d'immigrés a été celle des travailleurs engagés sous contrat  ; la France ayant eu recours à cette main-d'œuvre étrangère pour remplacer les esclaves dans les plantations. Ce premier contingent arrive à la Réunion en 1844, en provenance de Malaisie et non directement de Chine. Ces hommes étaient destinés aux travaux de l'agriculture, d'endiguement des rivières ou encore à la sériciculture. Mais dès 1846, l'Administration coloniale arrête le recrutement des Chinois, considérés comme « mauvais travailleurs » à la suite d’actes de révoltes et de violences perpétrés par certains d'entre eux. Les conditions de vie et de travail dans les plantations n’étaient pas très éloignées de celles que connurent les esclaves africains ou malgaches. La recherche de la rentabilité à tout prix était la principale motivation des maîtres ou propriétaires de plantations. Une deuxième vague (en provenance de Chine, cette fois)arrive sur l’île dès le début du XIXe siècle, mais les conditions de travail déplorables et les contrats non respectés leur font quitter l’île dès 1907.
Parallèlement à ces engagements contractuels, La Réunion a bénéficié de travailleurs engagés librement, grâce à un décret en 1862 favorisant l'engagement libre. 
Ces premiers immigrants furent suivis d'autres travailleurs, recrutés dans le même but, les uns par leur propre initiative et souvent avec l'aide et la protection de leur famille déjà installée sur place, les autres sont poussés à immigrer à cause des événements politiques comme la guerre sino-japonaise, entre autres.
Ainsi, lors de ces immigrations contractuelles ou libres, deux groupes étaient à distinguer : 
- les Hakkas, natifs pour la plupart de Shin-Nen et de No-Yen
- les Cantonais proprement dits, de Nam-Hoy et Soun-Tac.

Bien que lisant les mêmes caractères et pratiquement la même langue, ces deux groupes parlaient et parlent encore aujourd'hui des dialectes différents.

### La communauté chinoise aujourd'hui
Très vite, ces Chinois abandonnèrent les travaux agricoles pour prendre le statut d'épiciers, d'employés de commerce local, surtout dans l'alimentation, où ils ont connu des réussites éclatantes. Actuellement, les réunionnais d'origine chinoise détiennent une part importante du commerce de détail et de l'importation. On les trouve, en outre, dans l'administration et dans les professions libérales.

## Le complexe

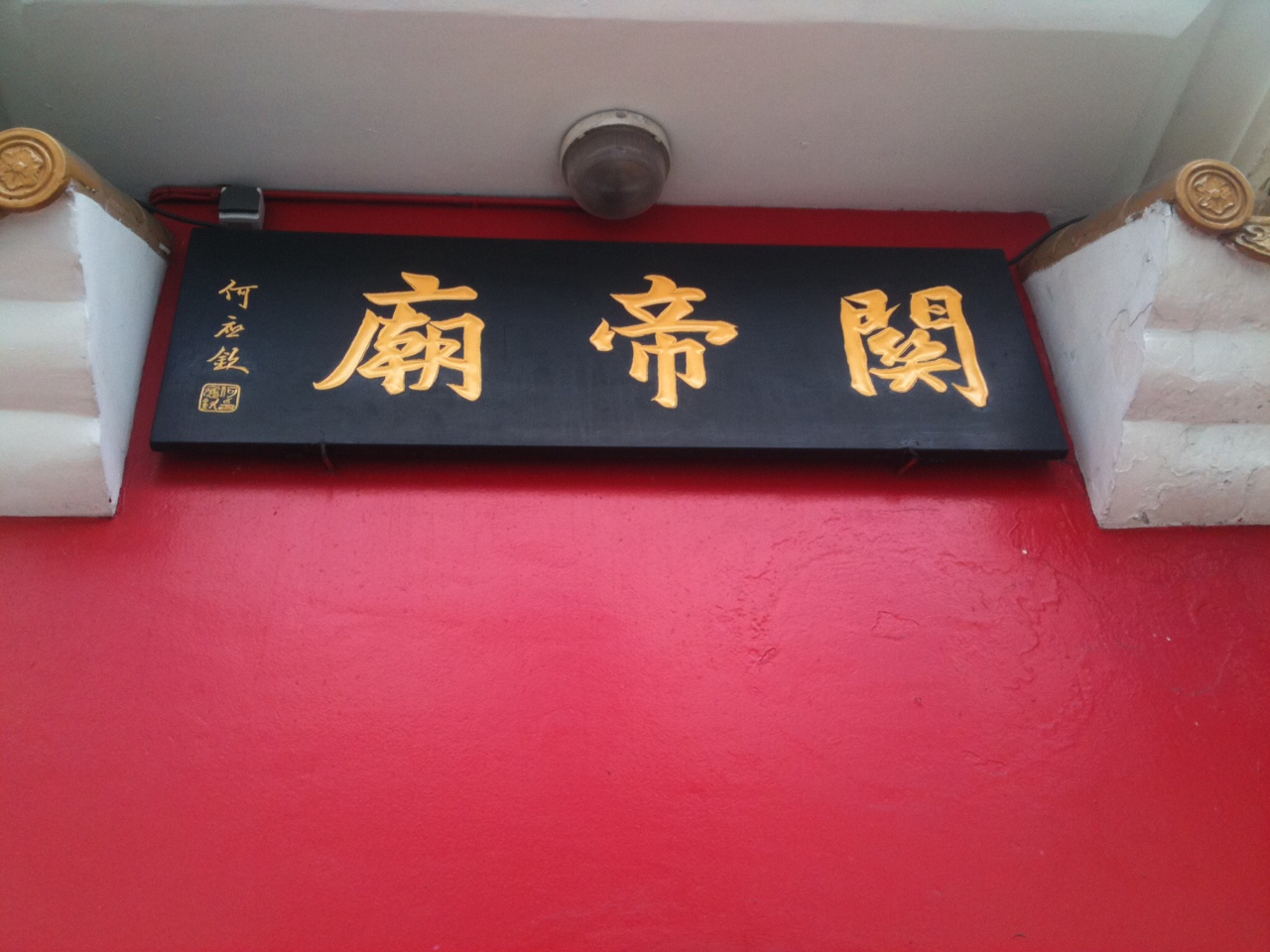
Une inscription à la gloire des dieux

À l'origine sur l'emplacement du temple, s'élevait le local de réunion des premiers chinois de la région de "Mo yen" ou "Mei Xian" (peuple Hakka). C'est la raison pour laquelle, certains ont gardé la dénomination de « Mo yen Koung Si » ou « Société de Mo yen ».
L'implantation du temple Guan di s'est faite bien plus tard et n'avait au départ qu'une petite chapelle qui s'est agrandie au fil du temps pour devenir ce qu'il est aujourd'hui.
La chapelle existe toujours où un autel est dressé en l'honneur de Guan di entouré de ses fidèles compagnons, Guan Ping son fils adoptif célèbre pour sa grande intelligence, sa loyauté et son honnêteté exemplaire et Zuo Zhang anciens chef des rebelles Turbans Jaunes qui resta son simple écuyer.
Tout autour du temple qui occupe le bâtiment central, 2 autres sculptures ont été rajoutées : vers l'arrière une chapelle annexe et les cuisines préparant des plats traditionnels pour plus de 900 convives ; vers la droite, le "local" siège du club « Qiao Lian Che » (« Les amis de St Pierre »). A l'étage, plusieurs grandes salles servant pour des banquets ou des projections et tout au fond, les nouvelles cuisines. Tout le complexe fut édifié par tranche, selon les besoins, ce qui explique le caractère hétérogène de l'ensemble.

## Le temple

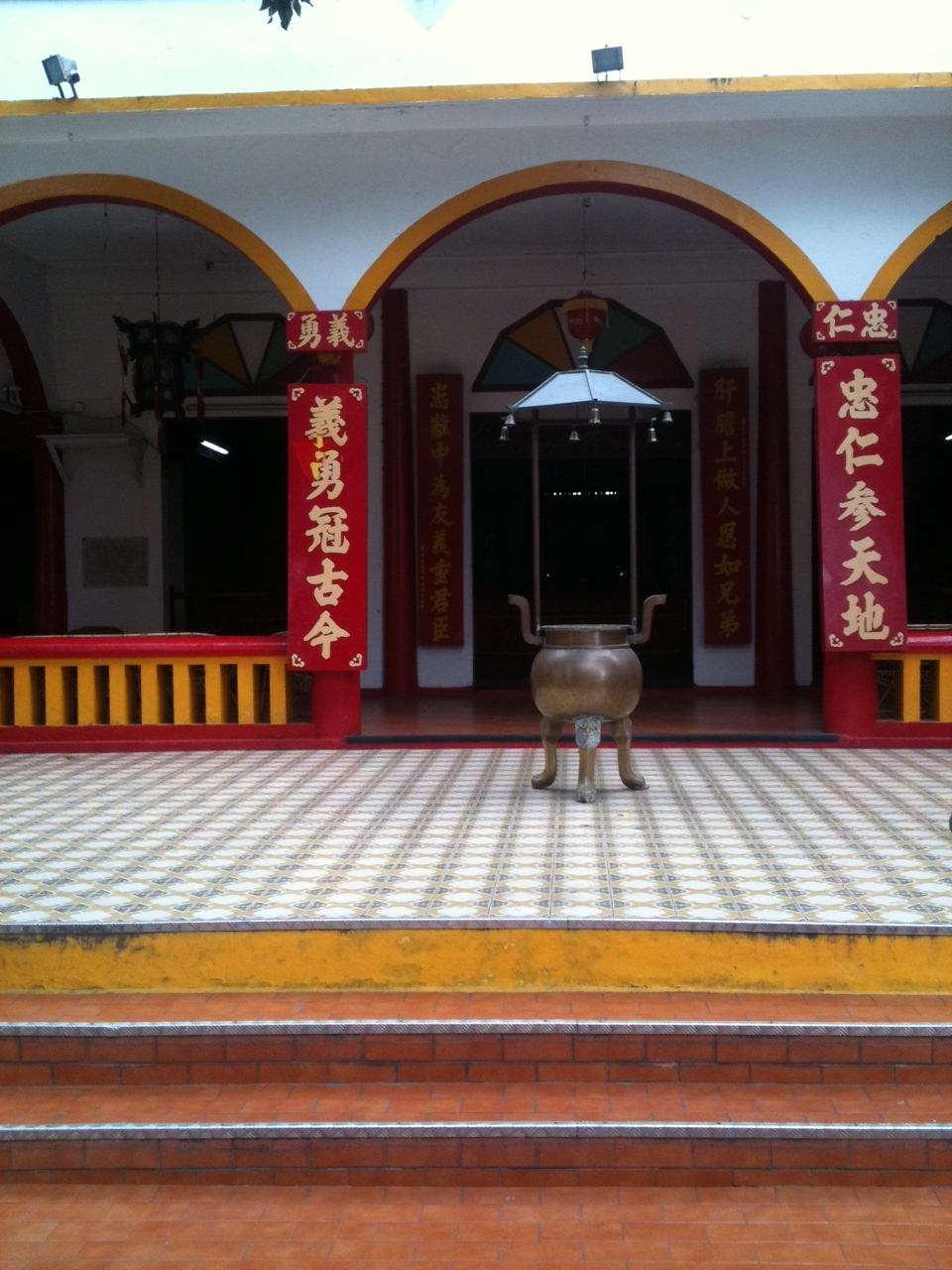
Brûle encens

Situé au 46 de la rue Marius et Ary Leblond, l'unique temple dédié à Guan di dans le Sud est constitué d'une grande salle aux murs rouges, aux fenêtres et portes multicolores.
Le temple Guan di de St Pierre est décoré de 2 piliers portant des inscriptions à la gloire du dieu. Au plafond, le temple est arboré de bannières de soie couvertes de broderie et d'inscriptions, autant de dons apportés par les fidèles. Lorsque l'on passe la porte, sur le parvis, se trouve un brûle encens où chaque chinois, lorsqu'il vient se recueillir, brûle 3 bâtons d'encens : un pour le ciel, un pour la terre, un pour l'humanité,.

## Les autels

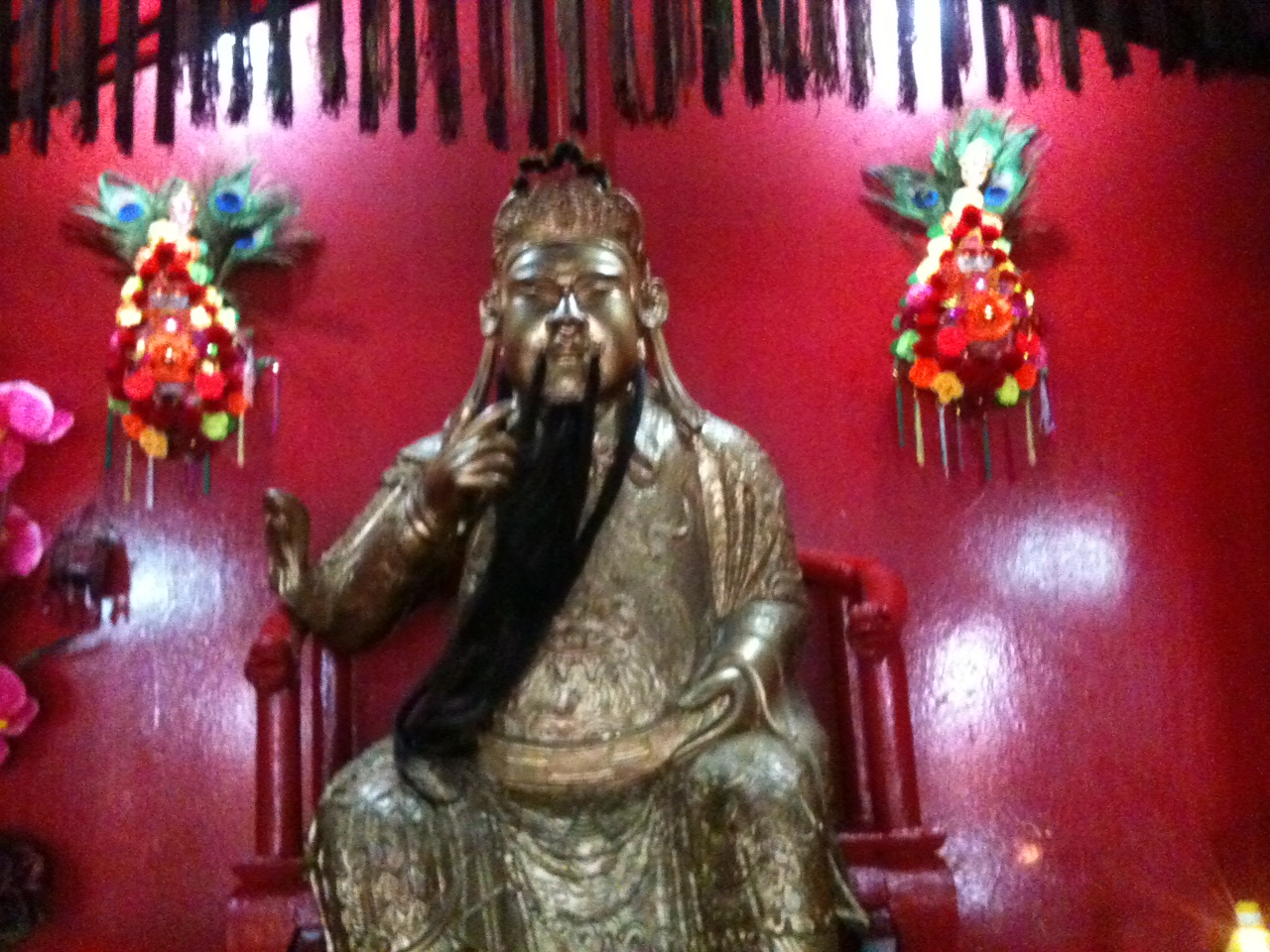
Statue de Guan di

Le temple de Guan di de Saint-Pierre se caractérise par le fait qu'il possède quatre autels : outre celui dédié à Guan di, trois autels sont dédiés à trois autres divinités et un au culte des ancêtres.

### L'autel de Guan Di
La statue dorée de Guan di, au port majestueux et à la barbe respectable se situe au fond du temple. La légende dit que la statue ne doit être nettoyée qu'une fois par an, le jour de son anniversaire. À ses pieds, brûle continuellement une lampe à l'huile.
Devant Guan di, 3 grandes tables ornées de bougies et de vases dans lesquels sont mis les fameux bâtons d'encens. La plus grande table est utilisée lors des cérémonies.
De part et d'autre de la statue, se trouvent les autels annexes : Dieu de la Justice et de la Fortune (côté droit) , le Dieu des Taoïstes et l'autel des Ancêtres sur la gauche.

### L'autel du dieu de la Justice
Il est dédié à Pao Koung (Pao Cheng ou Bao Qingtian), grand officier de la dynastie Song. On le surnomma "Xi Ren". Autoritaire et droit, il était administrateur d'une grande ville. Juriste renommé, il institua des lois très rigoureuses durant la période 990-1063. Il assista personnellement à chaque procès dont il s'occupait. Ses jugements étaient rendus avec discernement et justesse, il sanctionnait sévèrement les coupables et reconnaissait les innocents. Il est devenu ainsi le grand Maitre de la Justice. 
De nos jours, les chinois le consultent lorsqu'ils ont des problèmes de justice en demandant son aide et sa protection.

### L'autel de la Fortune
Il est dédié à Cai Shen, dieu de la fortune. Ce dernier est vénéré par les familles qui veulent acquérir une certaine fortune.

### L'autel des taoïstes

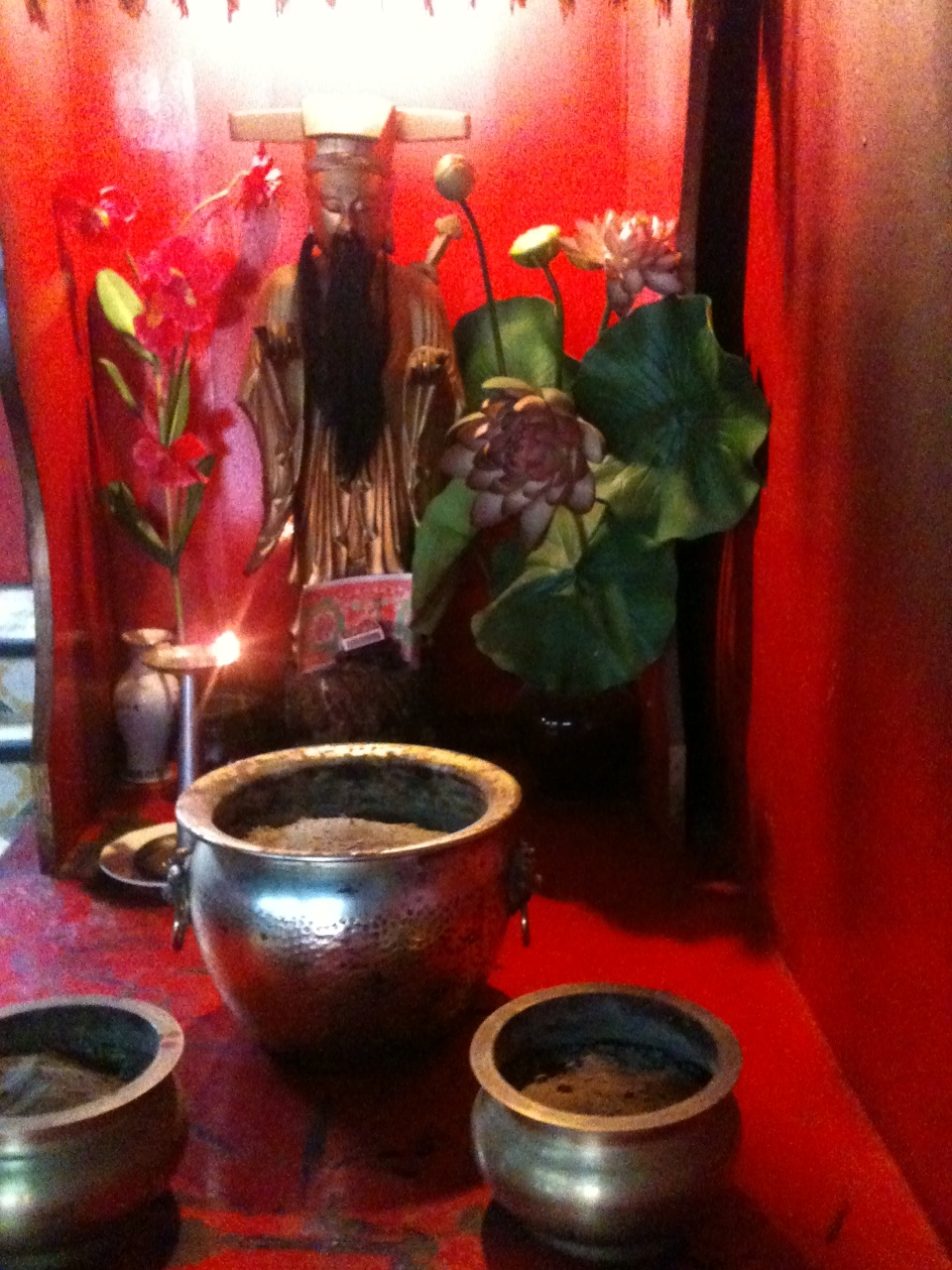
Statue de Lu Zu.

Il est situé à droite de Guan di et porte la statue de Lü Zu (Lu Tong Pin : 755-805). Taoïste célèbre, il était vénéré comme un des Huit immortels. Il est aussi un des 7 sages célestes. Il reçut la charge mandarinale d'un district sous la dynastie Tang, puis rejoignit les taoïstes. 
La légende lui attribue de grands pouvoirs tels que celui de retrouver des objets perdus, et aussi de guérir des maladies.

### L'autel des Ancêtres
Selon les principes confucéens, on prie devant cet autel tous les défunts pour honorer leur mémoire et leur rendre hommage. 
Pour la petite histoire, c'est à St Pierre qu'est enterré le premier chinois de la Réunion arrivé de Mo-Yen : c'est la tombe de l'ancêtre.

## Guan di
À l'origine, Guandi était un général appelé Guan Gong ou Guan Yo (mais aussi Guan Yu, Kuan Ti)  qui vécut au IIIe siècle apr. j.-C., période tourmentée à la fin de la dynastie des Han. Fin stratège militaire, il était admiré pour son courage et sa loyauté; il fut exécuté alors qu'il était prisonnier de guerre pour avoir refusé de porter allégeance à son ennemi. 
C'était un héros guerrier de son vivant qui inspirait une crainte à son entourage mais était très respecté. Homme vertueux, courageux, juste, patriote, loyal même avec ses ennemis, il était aussi d'une grande intégrité alliant force morale et physique.
Après sa mort, Guan Yu devint un personnage légendaire dans toute la Chine. Ses exploits guerriers étaient récités et joués par des acteurs dans les théâtres ambulants qui parcouraient le pays. Il est devenu, en particulier, l'un des personnages majeurs de l'Histoire des Trois Royaumes. Il a été déifié. Ainsi, c'est sous la dynastie des Ming (1572-1679) que l'Empereur lui donna le titre de "Grand Empereur qui aide le ciel et protège l’État." Guan Yu prit donc le titre d'Empereur et c'est à ce moment-là que son nom devint Guan Di ("Di" :Empereur"). Des temples en son honneur furent édifiés et son culte devint très populaire. Plus de 1600 temples lui sont consacrés.
Il était bien entendu le dieu favori des soldats, mais aussi de tout le peuple, car il passait pour écarter les mauvais esprits. Sous la dynastie chinoise des Ch'ing (1644-1912), Guan Di était vénéré pour ses fonctions guerrières; à d'autres périodes, il était considéré comme le gardien de la droiture, protégeant les hommes des conflits et du mal. Dans la croyance populaire, Guan Di était réputé chasser les démons. On l'invoquait également pour obtenir des informations au sujet des morts et pour prédire l'avenir. Mais c'est aussi le dieu de la justice, des lettrés et des commerçants.
Son culte s'est perpétué à travers le temps et l'espace. Huit caractères chinois décrivent ses grands principes : 
- Zhong, la fidélité
- Cheng, la sincérité
- Yi, la droiture
- Young, le courage
- Zheng, la probité
- Da, la grandeur
- Kuang, l'honneur
- Ming, l’honnêteté

Ses fidèles ont grande foi en lui et se rendent dans son temple pour lui demander aide et protection. Ils viennent aussi le consulter avant de prendre des décisions importantes dans leur vie familiale et professionnelle.
Guan Di ou Kuan-Ti est donc le dieu de la guerre et le protecteur de la littérature. C'est aussi une divinité taoïste protectrice des soldats et des policiers. Il protège le royaume et veille sur les fonctionnaires.

## Culte

### Célébration
La célébration de la divinité Guan Di a lieu, selon le calendrier chinois, le 24e jour du 6e mois Lunaire. Cette cérémonie religieuse se déroule la veille au soir vers minuit.

### Culte taoïste
Le taoïsme religieux recense 3 classes d'esprits : les dieux, les esprits et les ancêtres. La légende dit que les esprits errants sont souvent des ancêtres négligés, tandis que certains ancêtres importants (ou figures historiques) peuvent "s'élever jusqu'à la dignité des Dieux tel le marchand Zhang devenu le dieu de la guerre GUAN DI. En effet, nombreux sont les Dieux chinois qui au départ étaient des Mortels.
Le culte des dieux et des ancêtres est traditionnellement destiné à s'assurer l'aide divine à des fins matérielles. Selon la légende, il arrive même que certains célébrants insatisfaits détruisent les effigies des dieux invoqués ou les tablettes symbolisant les esprits des ancêtres. 
Le culte consiste généralement en prières, en offrandes de nourriture et d'encens ainsi que dans l'invocation de textes que l'on fait ensuite bruler. Les dieux sont aussi vénérés sous forme de représentations ou de petits trônes : ainsi, les images des dieux gardiens des portes ornant les linteaux des maisons et des boutiques ou des trônes d'encens élevés aux Tudi, dieux locaux du sol, dans les rues, sur les ponts et les habitations. 
Le culte des ancêtres associe ces offrandes de nourriture et des prières aux esprits des ancêtres de la famille (shen) pour bénéficier de leur assistance et les empêcher de dégénérer en esprits avides (gui). Les membres de la famille doivent impérativement et régulièrement pratiquer ces offrandes rituelles afin que les esprits des défunts gagnent le ciel et ne reviennent pas sur Terre en esprits avides et vengeurs (Livres des Monts et des mers : Shanhaijing).